# Momar Ndoye
Momar Ndoye (Pikine, Senegal, 10 de marzo de 1992) es un futbolista senegalés que juega de delantero o extremo izquierdo y actualmente se encuentra sin equipo.
Formado en las categorías inferiores del Atlético de Madrid ha sido campeón de la Supercopa de Europa y Europa League en 2012.

## Trayectoria
Nacido en Pikine, Senegal, Ndoye se trasladó al Atlético de Madrid en el año 2007, donde comenzó a jugar en el equipo de cadetes del Atlético de Madrid. Tras dos años en este equipo, fue subido al Juvenil de división de honor en el año 2009, aquí llamó la atención de dirigentes y preparadores y al año siguiente fue subido al Club Atlético de Madrid "B" que milita en segunda división B.
En su primera temporada con el Club Atlético de Madrid "B", solo disputó 4 partidos, 1 de ellos de titular. Desde el año siguiente su carrera fue en claro ascenso, en la temporada 2011/2012 jugó 22 partidos, aunque solo 4 de titular y en esta temporada consiguió anotar 2 goles. En la temporada siguiente, la 2012/2013 ya consiguió más protagonismo en el equipo y gozó de la confianza del entrenador, jugó 28 partidos jugando 15 de ellos de titular, donde anotó 4 goles y esta última temporada, la 2013/2014 ya lleva jugados 14 encuentros, habiendo jugado 7 de ellos de titular y ha marcado 1 gol.
El 4 de abril de 2012, Ndoye es seleccionado por el primer equipo para el partido contra el Hannover 96 en cuartos de final de la Europa League, aunque no llegó a debutar. Nuevamente volvió a ser convocado para otro partido de Europa League, esta vez contra el Académica de Coimbra, pero tampoco pudo debutar.
Por fin el 14 de noviembre de 2013 debuta con el primer equipo en un partido amistoso contra el Córdoba, el resultado del mismo fue con empate a 1.
Durante el resto de la temporada jugó en el equipo b de la entidad siendo convocado en algunos partidos.
En la temporada 2014 jugó asiduamente en el equipo b.
El 20 de junio de 2017 se hizo oficial su fichaje por el UD San Sebastián de los Reyes y tras su marcha en 2018 se hizo oficial su fichaje por el Boca Juniors F.C. de Gibraltar. 
En 2021 se quedó sin equipo.

## Estadísticas del club
| Club                                 | Div           | Temporada     | Liga  | Liga  | Total | Total |
| Club                                 | Div           | Temporada     | Part. | Goles | Part. | Goles |
| ------------------------------------ | ------------- | ------------- | ----- | ----- | ----- | ----- |
| Club Atlético de Madrid "B" · España |               |               |       |       |       |       |
| 2ª.B                                 | 2010-2011     | 4             | 0     | 4     | 0     |       |
| 2ª.B                                 | 2011-2012     | 22            | 2     | 22    | 2     |       |
| 2ª.B                                 | 2012-2013     | 28            | 4     | 28    | 4     |       |
| 2ª.B                                 | 2013-2014     | 31            | 1     | 31    | 1     |       |
| 2ª.B                                 | 2014-2015     | 9             | 0     | 9     | 0     |       |
| Total club                           | Total club    | 94            | 7     | 94    | 7     |       |
| Total carrera                        | Total carrera | Total carrera | 94    | 7     | 94    | 7     |

## Palmarés

### Copas internacionales
| Título              | Club (*)           | País   | Año  |
| ------------------- | ------------------ | ------ | ---- |
| Europa League       | Atlético de Madrid | España | 2012 |
| Supercopa de Europa | Atlético de Madrid | España | 2012 |